# Filigrankorallen
Zu der Familie der Filigrankorallen  (Stylasteridae) gehören 26 Gattungen. Sie leben in allen Meeren, vorzugsweise in Höhlen und unter Überhängen. Die frühesten Vertreter der Familie stammen aus dem Maastrichtium von Dänemark.

## Merkmale
Die Kolonien bilden krustenförmige, oder aufrechte, bäumchen- oder fächerartig verzweigte Stöcke, die aus Aragonit bestehen. Sie sind meist kräftig gefärbt, und oft dünn und empfindlich. Das Exoskelett ist zunächst röhrenförmig, es bildet später durch Verschmelzung ein Maschenwerk. Dieses ist durch sog. Coenosark-Röhren durchzogen, Reste der Stolonen, deren Epidermis das Skelett ausscheidet. Der Stock ist zunächst krustenförmig und verdickt sich durch die Ausscheidung von Aragonit ständig und sendet schließlich nach oben Auswüchse ins freie Wasser. Die Auswüchse können sich verzweigen und bis etwa 50 cm hoch werden. Wie die Feuerkorallen besitzen die Tiere Fresspolypen und Wehrpolypen. Die Fresspolypen sind kurz und zylindrisch mit einem Kranz von Tentakeln, die Wehrpolypen sind dagegen lang und schlank ohne Tentakeln. Die Polypen sitzen in Poren des Skeletts und sind durch das Coenosark oft mehrfach miteinander verbunden. Die Polypen sind entweder unregelmäßig über den Stock verteilt, oder zu sog. Cyclosystemen kombiniert. Dabei sitzen in einem gemeinsamen Becher mehrere Wehrpolypen ringförmig um einen großen Fresspolyen. Die Wehrpolypen sitzen dabei in Längsnischen des Bechers. Am Boden des Bechers kann der Fresspolyp einen Dorn (oder Gastrostyl) ausscheiden. An der Oberfläche des Stockes werden die sessilen, stark reduzierten Gonophoren (Cryptomedusoide) in kugeligen Kammern im Skelett (sog. Ampullen) gebildet. Das Cnidom besteht lediglich aus mikrobasischen Mastigophoren. Die Fortpflanzung erfolgt durch Larviparie. Filigrankorallen leben nicht in Symbiose mit Zooxanthellen.

## Geographisches Vorkommen
Filigrankorallen kommen weltweit von den Tropen bis zu den arktischen und antarktischen Gewässern vor. Sie leben vom Litoral bis in die Tiefsee. Sie sind auch an der Bildung der tropischen Korallenriffe beteiligt.

## Systematik
Die hier angegebene Systematik folgt den Angaben des Hydrozoa Directory.
- Adelopora Cairns, 1982
- Astya Stechow, 1921
- Calyptopora Boschma, 1968
- Cheiloporidion Cairns. 1983
- Conopora Moseley 1879
- Crypthelia Milne-Edwards & Haime, 1849
- Cyclohelia Cairns, 1991
- Distichopora Lamarck, 1816
- Errina Gray, 1835
- Errinopora Fisher, 1931
- Errinopsis Broch, 1950
- Gyropora Boschma, 1960
- Inferiolabiata Broch, 1951
- Lepidopora Pourtalès, 1871
- Lepidotheca Cairns, 1983
- Paraerrina Broch, 1942
- Phalangopora Kirkpatrick, 1887
- Pliobothrus de Pourtalès, 1868[3]
- Pseudocrypthelia Cairns, 1983
- Sporadopora Moseley, 1879
- Stellopora Cairns, 1983
- Stenohelia Kent, 1870
- Stephanohelia Cairns, 1991
- Stylantheca Fisher, 1931
- Stylaster Gray, 1831
- Systemapora Cairns, 1991